# Campeonato da Faixa de Gaza de Futebol
O Campeonato da Faixa de Gaza de Futebol (em árabe: الدوري الممتاز الفلسطيني لقطاع غزة), também conhecido como Primeira Liga da Faixa de Gaza, é uma das duas principais divisões de futebol organizadas pela Associação de Futebol da Palestina. A outra é a Liga da Cisjordânia.
É disputado desde 1984, ainda que os consideráveis problemas ligados ao conflito israelo-palestino tenham impedido seu desenvolvimento ou forçado a interrupção de várias edições.
Devido à escassez de informações sobre as edições anteriores deste torneio, apenas sete campeões são conhecidos.

## Campeões
| Temporada | Campeão                       | Ref                           |
| --------- | ----------------------------- | ----------------------------- |
| 1984-85   | Al-Ahli Gaza                  |                               |
| 1985-86   | Khadamat Al-Shatea            |                               |
| 1986-87   | Khadamat Al-Shatea            |                               |
| 1987-95   | desconhecido ou não disputado | desconhecido ou não disputado |
| 1995-1996 | Khadamat Rafah SC             |                               |
| 1996-1997 | desconhecido ou não disputado | desconhecido ou não disputado |
| 1997-1998 | Khadamat Rafah SC             |                               |
| 1998-2005 | desconhecido ou não disputado | desconhecido ou não disputado |
| 2005-06   | Khadamat Rafah SC             |                               |
| 2006-10   | desconhecido ou não disputado | desconhecido ou não disputado |
| 2010-11   | Shabab Khan Younes SC         |                               |
| 2011-12   | desconhecido ou não disputado | desconhecido ou não disputado |
| 2012-13   | Jamiyat Al-Salah              |                               |
| 2013-14   | Shabab Rafah SC               |                               |
| 2014-15   | Al-Ittihad Shuja'iyya         | [ 2 ]                         |
| 2015-16   | Khadamat Rafah SC             | [ 3 ]                         |
| 2016-17   | Al-Sadaqah                    | [ 4 ]                         |
| 2017-18   | Shabab Khan Younes SC         | [ 5 ]                         |
| 2018-19   | Khadamat Rafah SC             | [ 6 ]                         |
| 2019-20   | Khadamat Rafah SC             | [ 7 ]                         |
| 2020-21   | Shabab Rafah                  |                               |
| 2021-22   | Shabab Rafah                  |                               |